# Lentiai
Lentiai ist eine Fraktion der nordostitalienischen Gemeinde (comune) Borgo Valbelluna  in der Provinz Belluno in Venetien. Lentiai liegt etwa 18 Kilometer westsüdwestlich von Belluno im Valbelluna und grenzt unmittelbar an die Provinz Treviso. 
Die Gemeinde Lentiai wurde am 30. Januar 2019 mit Mel und Trichiana zur neuen Gemeinde Borgo Valbelluna zusammengeschlossen. Sie hatte zuletzt 2959 Einwohner (Stand 31. Dezember 2017) auf einer Fläche von 37,61 km². Lentiai war Teil der Comunità Montana Val Belluna. Die nordwestliche Gemeindegrenze bildete der Piave. Die Nachbargemeinden waren Cesiomaggiore, Feltre, Mel, Santa Giustina, Valdobbiadene und Vas. Zur Gemeinde gehörten die Fraktionen Boschi, Canai, Cesana, Colderù, Marziai, Ronchena, Stabie und Villapiana.